# العلاقات العمانية المالية
العلاقات العمانية المالية هي العلاقات الثنائية التي تجمع بين سلطنة عمان ومالي.

## مقارنة بين البلدين
هذه مقارنة عامة ومرجعية للدولتين:
| وجه المقارنة                                              | سلطنة عمان    | مالي            |
| --------------------------------------------------------- | ------------- | --------------- |
| المساحة (كم2)                                             | 309.50 ألف    | 1.24 مليون      |
| عدد السكان (نسمة)                                         | 4.64 مليون    | 18.54 مليون     |
| الكثافة السكانية (ن./كم²)                                 | 14.99         | 14.95           |
| العاصمة                                                   | مسقط          | باماكو          |
| اللغة الرسمية                                             | اللغة العربية | لغة فرنسية      |
| العملة                                                    | ريال عماني    | فرنك غرب أفريقي |
| الناتج المحلي الإجمالي (بليون دولار)                      | 72.64 مليار   | 15.29 مليار     |
| الناتج المحلي الإجمالي (تعادل القوة الشرائية) بليون دولار | 179.49 مليار  | 35.69 مليار     |
| الناتج المحلي الإجمالي الاسمي للفرد دولار أمريكي          | 15.55 ألف     | 724             |
| الناتج المحلي الإجمالي للفرد دولار أمريكي                 | 38.63 ألف     | 1.60 ألف        |
| مؤشر التنمية البشرية                                      | 0.793         | 0.419           |
| رمز المكالمات الدولي                                      | +968          | +223            |
| رمز الإنترنت                                              | عمان          | .ml             |
| المنطقة الزمنية                                           | ت ع م+04:00   | 00              |

## منظمات دولية مشتركة
يشترك البلدان في عضوية مجموعة من المنظمات الدولية، منها:
| علم المنظمة | اسم المنظمة                               | تاريخ انضمام سلطنة عمان | تاريخ انضمام مالي |
| ----------- | ----------------------------------------- | ----------------------- | ----------------- |
|             | مؤسسة التنمية الدولية                     | 1973                    | 27 سبتمبر 1963    |
|             | الأمم المتحدة                             | 7 أكتوبر 1971           | 28 سبتمبر 1960    |
|             | منظمة التجارة العالمية                    | 2000                    | ?                 |
|             | منظمة التعاون الإسلامي                    | 1970                    | ?                 |
|             | منظمة الشرطة الجنائية الدولية             | ?                       | ?                 |
|             | المركز الدولي لتسوية المنازعات الاستشارية | 1995                    | 2 فبراير 1978     |
|             | الاتحاد الدولي للاتصالات                  | 28 أبريل 1972           | 21 أكتوبر 1960    |
|             | الفريق المعني برصد الأرض                  | ?                       | ?                 |
|             | البنك الدولي للإنشاء والتعمير             | 1971                    | 27 سبتمبر 1963    |
|             | الاتحاد البريدي العالمي                   | ?                       | ?                 |
|             | منظمة حظر الأسلحة الكيميائية              | ?                       | ?                 |
|             | مؤسسة التمويل الدولية                     | 1973                    | 9 مايو 1978       |
|             | وكالة ضمان الاستثمار متعدد الأطراف        | 1989                    | 22 أكتوبر 1992    |
|             | يونسكو                                    | 10 فبراير 1972          | 7 نوفمبر 1960     |

## وصلات خارجية
- موقع وزارة الخارجية العمانية